# Эмнес, Марвин
Ма́рвин Э́мнес (нидерл. Marvin Emnes; 27 мая 1988, Роттердам, Нидерланды) — нидерландский футболист, нападающий.

## Карьера

### Ранняя карьера
Марвин родился в Роттердаме. Начал заниматься футболом в местной команде «Ксеркс». В 1997 году перешёл в футбольную школу «Спарты».

### Клубная карьера

#### «Спарта» Роттердам
Дебютировал в «Спарте» в сезоне 2005/06. В сезоне 2007/08 забил за команду в чемпионате 8 мячей, после чего был признан болельщиками команды лучшим игроком сезона.

#### «Мидлсбро»
4 июля 2008 года Эмнес подписал четырёхлетний контракт с английским футбольным клубом «Мидлсбро». За трансфер игрока «Боро» заплатили 3.200.000 £. 26 августа, в матче Кубка Лиги с «Йовил Таун» (5:1), футболист дебютировал в составе команды. Футболист принял участие во всём матче, а на 47-й минуте встречи забил гол. 23 сентября, в игре с «Манчестер Юнайтед» (3:1), состоялся дебют Марвина в Премьер-лиге. Игрок вышел на поле на 85-й минуте встречи, заменив Афонсо Алвеса. 24 января 2009 года, в матче Кубка Англии, Эмнес забил гол в ворота «Вулверхэмптона», благодаря которому его команда выиграла со счётом 2:1 и прошла в следующую стадию турнира. Первый гол за «Мидлсбро» во внутреннем чемпионате Марвин забил в ворота «Суонси Сити» 15 августа 2009 года, когда его команда уже выступала в Чемпионшипе. В мае 2010 года игрок ездил на просмотр в немецкий футбольный клуб «Фортуна» из Дюссельдорфа, но в команде не остался. 18 октября 2010 года футболист перешёл на правах месячной аренды в «Суонси Сити». В первом же матче за клуб, состоявшемся 23 октября, игрок забил гол в ворота «Лестер Сити». Всего в составе «лебедей» Марвин появлялся в пяти матчах, в которых забил 2 мяча. В оставшейся части сезона Эмнес забил 3 мяча за «Мидлсбро», один из которых пришёлся в ворота «Суонси Сити». По окончании сезона попытку приобрести Марвина и его партнёра по команде Лероя Литу предпринял все тот же «Суонси Сити», предложив за двоих игроков 4.000.000 £, но на переход согласился только Лита, а Эмнес решил остаться в команде. В августе он продлил контракт с клубом на 3 года. 6 августа 2011 года, в первом матче сезона 2011/12 с «Портсмутом» (2:2), Марвин отметился забитым мячом. За свою выдающуюся игру на старте сезона, Эмнес был удостоен награды «Игрок августа в Чемпионшипе». За этот месяц он забил 7 мячей в различных турнирах. Всего в этом сезоне футболист забил 18 голов, 14 из которых — в чемпионате.

### Международная карьера
Марвин выступал за юношескую сборную Нидерландов (до 17 лет), в составе которой принимал участие на юношеском Чемпионате мира 2005, на котором забил 2 мяча, а его команда заняла третье место. Также футболист выступал за юношескую сборную Нидерландов (до 19 лет) и за молодёжную сборную Нидерландов.

## Достижения
- Бронзовый призер Европы по футболу среди юношей (до 17 лет): 2005
- Футболист года в составе «Спарты»: 2008
- Футболист августа в Чемпионшипе: 2011